# Orveau
Orveau  [ɔʁvo] je francouzská obec v departementu Essonne v regionu Île-de-France. V obci se nachází kostel Panny Marie Matky ustavičné pomoci.

## Poloha
Obec Orveau se nachází asi 45 km jižně od Paříže. Obklopují ji obce D'Huison-Longueville od severu na východ, Bouville od jihovýchodu na západ a Boissy-le-Cutté na severozápadě.

## Vývoj počtu obyvatel
Počet obyvatel